# Tachibana no Kachiko
Tachibana no Kachiko (chữ Hán: 橘嘉智子Quất Gia Trí Tử; 786 – 17 tháng 6, 850), còn gọi Đàn Lâm Hoàng hậu (檀林皇后Danrin-kōgō), là một vị Hoàng hậu Nhật Bản, Hoàng hậu của Tha Nga Thiên hoàng, đồng thời là sinh mẫu của Nhân Minh Thiên hoàng, tổ mẫu của Văn Đức Thiên hoàng.

## Tiểu sử
Hoàng hậu là con gái của Tachibana no Kiyotomo (橘清友Quất Thanh Hữu) cùng Taguchi Michihime (田口三千媛Điền Khẩu Tam Thiên viện), sinh vào niên hiệu Diên Lịch thứ 5 (786), triều đại của Hoàn Vũ Thiên hoàng. Khi còn nhỏ, Kachiko được một vị ni sư của chùa Pháp Hoa tự (法華寺) xem tướng mạo, thấy tương lai có thể trở thành [Thiên tử Hoàng hậu mẫu; 天子皇后母]. Bà tư tính khoan dung, dung mạo phong tư tuyệt dị, khoanh tay quá đầu gối, tóc dài dị thường. Năm Đại Đồng thứ 4 (809), Tha Nga Thiên hoàng đã nạp bà vào cung, phong làm Phu nhân, trật Chính tứ vị, rất sủng ái, sinh ra 2 con trai và 5 con gái. Sang năm Hoằng Nhân nguyên niên (810), thăng trật Tòng tam vị.
Năm Hoằng Nhân thứ 6 (815), ngày 13 tháng 7 (tức ngày 21 tháng 8 dương lịch), Vương phi Kachiko được lập làm Hoàng hậu. Bà chủ trì hậu cung hòa thuận an tường, quần thần ca tụng, Thiên hoàng rất tôn trọng. Ngoài ra, Hoàng hậu cũng là một Phật tử sùng đạo. Bà thành lập tổ hợp chùa Đàn Lâm tự (檀林寺), do đó bà được dân gian tôn kính danh xưng [Đàn Lâm Hoàng hậu]. Năm thứ 14 (823), ngày 23 tháng 4 (tức ngày 5 tháng 6 dương lịch), Thiên hoàng Junna kế vị, Hoàng hậu được tôn làm Hoàng thái hậu. 
Năm Thiên Trường thứ 10 (833), ngày 2 tháng 3 (âm lịch), con trai bà là Thiên hoàng Ninmyō lên ngôi. Dù là thân mẫu của Thiên hoàng, Hoàng thái hậu Kachiko tiếp tục được tấn tôn làm Thái hoàng thái hậu. Năm Gia Tường thứ 3 (850), tháng 3, Thái hoàng thái hậu Kachiko quyết định xuất gia. Cùng năm, ngày 4 tháng 5 (tức ngày 17 tháng 6 dương lịch), Kachiko băng ngự tại Lãng Tuyền viện (冷泉院).